# Cultul morților

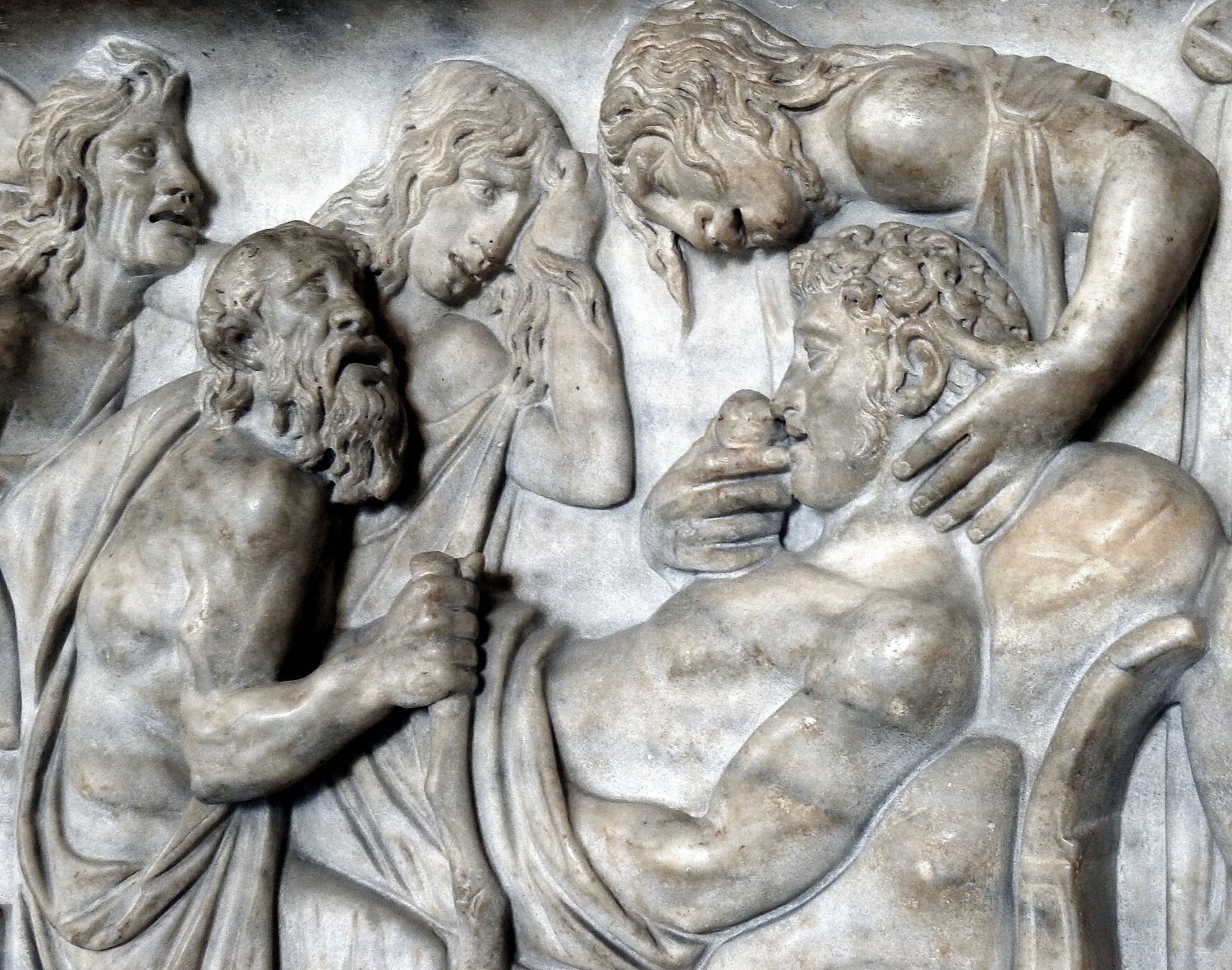
Moartea eroului grec Meleager - detaliu de pe un sarcofag roman

Cultul morților sau cultul strămoșilor - este una dintre cele mai vechi forme de religie care a constat în cinstirea strămoșilor decedați și a rudelor moarte.
Cultul morți se bazează pe convingerea că cei decedați, de multe ori membri ai familiei, au o existență continuă și/sau au capacitatea de a influența norocul celor în viață. Unele grupuri își venerau strămoșii; unele comunități religioase, în special cele din Biserica Romano-Catolică venerează sfinții ca mijlocitori cu Dumnezeu. 